# Reina Roja (serie de televisión)
Reina Roja es una serie de televisión por internet española de thriller creada y escrita por Amaya Muruzábal y Salvador Perpiñá para Prime Video, basada en la trilogía de novelas homónima de Juan Gómez-Jurado. Está producida por Dopamine y Focus y protagonizada por Vicky Luengo y Hovik Keuchkerian. Se estrenó en Prime Video el 29 de febrero de 2024.

## Sinopsis
Con un cociente intelectual de 242, Antonia Scott es oficialmente la persona más inteligente de la Tierra. Su inteligencia le valió convertirse en la “Reina Roja” de un proyecto policial secreto y experimental, pero lo que parecía un don se convirtió en una maldición, y acabó perdiéndolo todo. Cuando el hijo de una poderosa magnate aparece asesinado grotescamente en su mansión, y la hija del hombre más rico de España es secuestrada, la organización Reina Roja se pone en marcha. Mentor, antiguo jefe de Antonia, recurre a Jon Gutiérrez, un policía vasco y temperamental a punto de ser expulsado del cuerpo, para reactivar a Antonia.

## Reparto

### Principal
- Vicky Luengo como Antonia Scott
- Hovik Keuchkerian como Jon Gutiérrez

### Secundario
- Andrea Trepat como Sandra Fajardo (Episodio 3 - Episodio 7)
- Celia Freijeiro como Carla Ortiz
- Nacho Fresneda como Ezequiel / Nicolás Fajardo
- Àlex Brendemühl como Mentor (Episodio 1; Episodio 2; Episodio 3; Episodio 5 y Episodio 7)
- Urko Olazabal como Inspector José Luis Parra (Episodio 2 - Episodio 5)
- Ángel López Silva como Agente Miguel Sanjuán (Episodio 2 - Episodio 5)
- José Ángel Egido como Ramón Ortiz
- Karmele Larrinaga como Maritxu
- Pere Brasó como Bruno Lejarreta (Episodio 2 - Episodio 3; Episodio 5)
- Vicenta Ndongo como Doctora Aguado (Episodio 1 - Episodio 5)
- Sue Flack como Georgina Scott (Episodio 2)
- Antonio Ponce como Carmelo Novoa Iglesias (Episodio 1 - Episodio 2)
- Emma Suárez como Laura Trueba (Episodio 3; Episodio 7)
- Mabel del Pozo como Teresa Robles (Episodio 3; Episodio 7)
- Jonathan D. Mellor como Sir Peter Mayor (Episodio 6)
- Bruno Sevilla como Marcos Lorente (Episodio 1 - Episodio 6)
- Carlota Gurpegui como Desiree "Desi" Gómez (Episodio 1)
- Álex Garrido como Jorge Lorente Scott (Episodio 5 - Episodio 7)
- Ismael Artalejo como Beltrán (Epidodio 1- Episodio 7)

con la colaboración especial de
- Fernando Guallar como Tomás (Episodio 1; Episodio 4 - Episodio 5)
- Eduardo Noriega como Jaume Soler (Episodio 4)

## Episodios
| N.º | Título         | Dirigido por     | Escrito por      | Fecha de lanzamiento original |
| --- | -------------- | ---------------- | ---------------- | ----------------------------- |
| 1   | «Un salto»     | Koldo Serra      | Salvador Perpiñá | 29 de febrero de 2024         |
| 2   | «Un tatuaje»   | Koldo Serra      | Salvador Perpiñá | 29 de febrero de 2024         |
| 3   | «Una pastilla» | Koldo Serra      | Salvador Perpiñá | 29 de febrero de 2024         |
| 4   | «Una tortilla» | Julián de Tavira | Amaya Muruzábal  | 29 de febrero de 2024         |
| 5   | «Una decisión» | Koldo Serra      | Salvador Perpiñá | 29 de febrero de 2024         |
| 6   | «Un disfraz»   | Julián de Tavira | Amaya Muruzábal  | 29 de febrero de 2024         |
| 7   | «Un espejo»    | Koldo Serra      | Salvador Perpiñá | 29 de febrero de 2024         |

## Producción
El 12 de enero de 2022, durante una presentación de sus próximas novedades en España, Amazon Prime Video anunció que estaba desarrollando una serie basada en la trilogía de novelas Reina Roja de Juan Gómez-Jurado. Según Gómez-Jurado en su cuenta de Twitter, la serie estaba en desarrollo desde 2019. En junio de 2022, se anunció que la serie estaría protagonizada por Vicky Luengo y Hovik Keuchkerian, interpretando a los personajes de Antonia Scott y Jon Gutiérrez. A su vez, la guionista Amaya Muruzábal fue confirmada como la showrunner y una de las productoras ejecutivas del proyecto, además de coescribir los guiones junto a Salvador Perpiñá.
El 18 de agosto de 2022, Prime Video anunció que había comenzado el rodaje de la serie y que Koldo Serra sería su director principal. El rodaje de la serie concluyó en enero de 2023.

## Lanzamiento y marketing
El 12 de septiembre de 2023, Prime Video publicó el teaser de la serie y programó su estreno en la plataforma para el 29 de febrero de 2024.

## Recepción
Reina Roja ha recibido críticas muy positivas por parte de los críticos. Fernando S. Palenzuela de Formula TV escribió que en la serie "se percibe cómo se ha buscado el modo de desligarse de los thrillers habituales [...] ha escapado de los clichés de este género" y que "ha sabido extraer lo necesario de la novela para ilustrar sus siete episodios", y también elogió las interpretaciones de Vicky Luengo y Hovik Keuchkerian y el apartado técnico, diciendo de esto último que "se nota la inversión monetaria [...] pero también la conversación constante entre ambos equipos por ver si era factible hacer según qué cosas", concluyendo que es incluso mejor que la novela original y que "es exactamente lo que Prime Video necesitaba en su catálogo". Gonzalo Franco le dio a la serie cuatro estrellas de cinco, diciendo que el casting de Luengo y Keuchkerian "no podía ser mejor" y del guion dijo que "el hilo narrativo está construido de manera coherente y correcta" y que "no será una serie que cambie vidas. Pero es que no pretende serlo" y que, como adaptación de la novela original, "deja en evidencia el minucioso trabajo de [Juan] Gómez-Jurado detrás de las cámaras", concluyendo que la serie es "el espectáculo lúdico que se consigue cuando todos los ingredientes de una buena historia se trabajan al unísono bajo una misma idea". David Cruz de Areajugones le dio a la serie tres estrellas y media de cinco, escribiendo que es "un thriller tan adictivo, que probablemente no puedas parar hasta devorarlo al completo" y que "te hará pensar, te hará gozar y te hará ansiar cada episodio", además de elogiar las interpretaciones del reparto y el apartado técnico, aunque también criticó "algunos diálogos [...] poco naturales, suenan artificiales y forzados" y la introducción de información "de forma rápida y confusa en determinados momentos". Laura Pérez de Vertele escribió que "el engranaje [...] funciona [...] por su ingenio y tino a la hora de hacer realidad algo que hasta ahora sólo existía en la mente del autor y sus lectores", además de elogiar su costumbrismo y su uso de la ciudad de Madrid "no sólo como escenario de los hechos", aunque criticó la subtrama del villano como "lo más difícil de sostener en la serie" y "la ausencia de un mejor equilibrio y su ritmo lento", llegando a cuestionar la necesidad de adaptar a televisión tantas novelas de suspense de éxito en España, concluyendo que aunque el lector original "va a aprobar la adaptación", para el público general "es más difícil ver a la serie elevando el fenómeno o convirtiéndose en algo memorable como es para muchos la novela".
Raquel Hernández Luján de Hobby Consolas le dio a la serie un 73 de 100, diciendo que "es encomiable el delicado trabajo desde la producción" y describió el casting de la pareja protagonista como "acertado", aunque también lamentó que "se echan en falta [...] naturalidad en los diálogos y sordidez en la trama" y que "le irían mejor episodios más breves y actuaciones más contenidas", concluyendo que "aunque tiene margen de mejora, funciona bastante bien". Raquel Morales de IGN España le dio a la serie un 8 de 10, diciendo que "tanto Luengo como Keuchkerian encajan perfectamente en los personajes" y apreciando que "hay escenas duras y desagradables como se narran en el libro [...] Pero salvo esos momentos, esta temporada no se recrea de forma gratuita", además de elogiar el papel de Nacho Fresneda como Ezequiel y destacar el ritmo de la serie diciendo que "sabe mantener el interés hasta alcanzar su punto álgido a mitad de temporada", concluyendo que "es todo lo que podríamos esperar los lectores, pero está todo muy bien contado para atrapar al espectador que no ha leído la trilogía".Fran González de dod Magazine escribió que la labor de trascripción del libro a la pantalla "no podría haber sido más certera, hilando de forma finísima la selección de sus integrantes y provocando desde ya que nos vaya a ser muy difícil en el futuro separar a los intérpretes de sus homónimos literarios" y apreció que "a pesar de [dar] en el clavo con diestra puntería a la hora de revivir ciertos escenarios de la novela [...] logra evitar caer en la literalidad y crece por encima de su texto madre", aunque lamentó que "su abusiva dramedia o esa cierta falta de naturalidad en las voces [...] se apodere del clima total de la escena y [...] nos saque de la carretera o nos descoloque más de lo deseado", concluyendo que "aprueba [...] la difícil tarea de dar el salto a la pequeña pantalla y reinventarse para gusto de sus viejos acólitos y placer de sus nuevos descubridores". Lionel Marrero de Soydecine escribió que la trama es "de esas que te atrapan" y elogió sus protagonistas como "un elemento extra que aporta su grano de arena a la hora de que no queramos despegarnos de la pantalla", además de elogiar sus efectos visuales como "uno de los puntos fuertes" de la serie, aunque también admitió que algunas escenas le parecieron "redundantes [...] ya en el tramo final me ha parecido incluso que, quizá, a la serie le sobre algo de metraje" y lamentó haber "echado en falta algo más de frescura ante un desenlace [...] bastante predecible", concluyendo que es "más disfrutable de lo que en un primer momento podría haber llegado a imaginar".
Vicky Carras de Moviementarios escribió que la serie "capta perfectamente la esencia del libro [...] aprovechándose de un audiovisual tremendo y muy bien utilizado" y que cuenta "con una fotografía muy cuidada y con un CGI muy bien trabajado", además de describir la química entre Luengo y Keuchkerian como "maravillosa", aunque lamentó que "le falta un poco de intensidad en los diálogos", concluyendo que es una "muy buena serie". Marina Barberá de 22 minutos con describió la serie como "un thriller inquietante y apasionante que no te permite dejar de mirar a la pantalla ni un segundo" y de su dúo protagonista dijo que "forman una pareja curiosa", además de elogiar la actuación de Luengo, apreciar el uso de la serie de la ciudad de Madrid, y destacar el personaje de Fresneda, concluyendo que "los fans de la trilogía van a quedar satisfechos con la adaptación y aquellos como yo que no hemos leído los libros, descubrirán una historia llena de misterio y fascinación". Juan Manuel González de Zenda Libros le dio a la serie cuatro estrellas y media de cinco, describiendo la serie como "un nuevo hito en la industria patria en la época del streaming", elogiando su dirección como "una realización sin fisuras que sobresale con la pura acción pero también permite a los dos intérpretes sintonizar entre ellos" y considerando "su honestidad y espíritu lúdico" como lo mejor de la serie, concluyendo que es un "alegre disfrute, manipulación consensuada en tiempos de constantes fabricaciones políticas". Jesús Usero de AcciónCine le dio a la serie cinco estrellas de cinco, escribiendo que la serie "revoluciona nuevamente" el género del thriller "desde una aparente sencillez, centrándose en sus personajes y dejando que sean ellos los que trasladen la historia, y no al revés" y que "se nota el mimo en torno a toda la serie puesto por sus responsables", además de decir que la química entre Luengo y Keuchkerian "está a la altura del talento que ya atesoran y han demostrado en muchas ocasiones" y describir su aspecto visual como "distintivo y muy complejo", concluyendo finalmente que la serie "tiene sus cimientos sólidos [...] en una historia compleja digna de cualquier thriller de asesinos en serie, pero que va más allá por sus relaciones entre personajes, por el cariño que se ha puesto a todo" y que es "una de las mejores series del año".
María José Cánovas de Cinemagavia le dio a la serie un 6 de 10, destacando "la gran química" entre Luengo y Keuchkerian y su apartado visual, elogiándola como "la primera vez que vemos unos efectos visuales tan bien diseñados para una serie de producción nacional", aunque fue crítica con cómo "[cuando] se centra más en los elementos fantásticos de la misma [...] el ritmo de la trama cae y deja al espectador desenganchado de la misma" y su montaje "atropellado", concluyendo que "peca, a veces, de ambiciosa". Alberto González de Vandal le dio a la serie una crítica negativa, diciendo que "fracasa en esa cacareada sensación de transmitir urgencia y acción de la investigación [...] por un montaje plano y excesivamente repetitivo, con una obsesión por la sobreexposición casi sonrojante" y que "más doloroso [le] parece lo pretenciosa que intenta ser, aportando un halo de solemnidad que produce el efecto contrario", además de escribir que solo es entretenida "a ratos", para finalmente concluir que "si rascamos la superficie, la sensación que transmite [...] es la de haber desperdiciado un material muy jugoso para una serie de televisión o una película".